# Маршалл, Альфред
Альфред Ма́ршалл (англ. Alfred Marshall; 26 июля 1842, Лондон — 13 июля 1924, Кембридж) — английский экономист, один из основоположников неоклассического направления в экономической науке, глава её «кембриджской школы».

## Биография
Маршалл родился 26 июля 1842 года в лондонском районе Бермондси в семье Уильяма Маршалла, служащего кассиром в Английском банке. Они происходили из клерикальной семьи, основанной в Корнуолле в XVII веке. Отец был суровым человеком, воспитанным в духе протестантской религии, отличался деспотизмом в отношении женщин, который унаследовал и сам Альфред, сочетая его с любовью к жене.
В детстве под влиянием отца и по примеру деда готовился к карьере священника, в 9 лет поступил в школу Мерчанта Тейлора. Отец добился для него стипендии от Английского банка 200 ф.ст., они вместе выполняли школьные задания до 11 вечера, в том числе на иврите, что приводило Маршалла к переутомлению. Каникулы проводил у тети Луизы близ Доулиша на природе. В детстве был бледным, сдержанным, увлекался решением шахматных задач.
Учился в Итоне и Кембриджском университете, который окончил в 1865 году. В 1865 году, обучаясь в колледже Сент-Джон, Маршалл занял второе место по математике и был зачислен в аспирантуру. Окончил Кембриджский университет с отличием. Преподавал математику в Кембридже, политическую экономию в университетском колледже Бристоля, с 1885 по 1908 годы возглавлял кафедру политэкономии в своем родном университете.
В 1876 г. состоялась помолвка Альфреда Маршалла с Мэри Пэйли, правнучкой архидиакона. Сначала она была ученицей Маршалла, читала курс экономики в Ньюхемском колледже. Первую книгу «Экономика промышленности», 1879 г., он написал в соавторстве с женой, начавшей её писать по настоянию профессоров Кембриджского университета.
Брак был заключен в 1877 г., на протяжении 47 лет брачного союза Маршалл находился в полной зависимости от её преданности ему, жена посвятила ему свою жизнь.
Учёный скончался у себя дома в Кембридже 13 июля 1924 года, на 82 году жизни. Похоронен на приходском кладбище кембриджской церкви Вознесения.

## Научная деятельность
Большую часть жизни преподавал экономическую теорию в Кембриджском университете. В 1890 году вышел его главный труд «Принципы экономической науки», который выдержал много изданий и в течение нескольких десятилетий служил основным учебником в США, Англии и других странах.
Главным вкладом Маршалла в экономическую науку является соединение воедино классической теории и маржинализма, этим были заложены основы современной микроэкономики. А. Маршалл известен, прежде всего, как автор теории рыночного ценообразования. Он считал, что рыночная ценность товара определяется равновесием предельной полезности товара и предельных издержек на его производство. Графическим эквивалентом данного положения является знаменитый график, именуемый «крест Маршалла» или «ножницы» Маршалла. Маршалл ввёл в экономическую теорию категории: «эластичность спроса», «потребительский излишек».
А. Маршалл считал необходимой государственную заботу о «сторонах жизни бедных рабочих, в которых им трудно обеспечить себя самим», иное он расценивал как «ошибочное и безнравственное» с т. з. «общих» интересов.

## Общество имени Маршалла
В 1927 году сотрудниками Кембриджского университета для изучения творчества А. Маршалла было создано Маршаллианское общество. В числе первых членов общества были известные английские экономисты: Дж. М. Кейнс, Н. Калдор, Дж. Робинсон.
В настоящее время членами общества являются как преподаватели, так и студенты Кембриджа. Общество ежегодно проводит ряд мероприятий, включающих лекции, встречи с иностранными экспертами, а также ежегодный благотворительный обед (Marshall Society Charity Dinner).

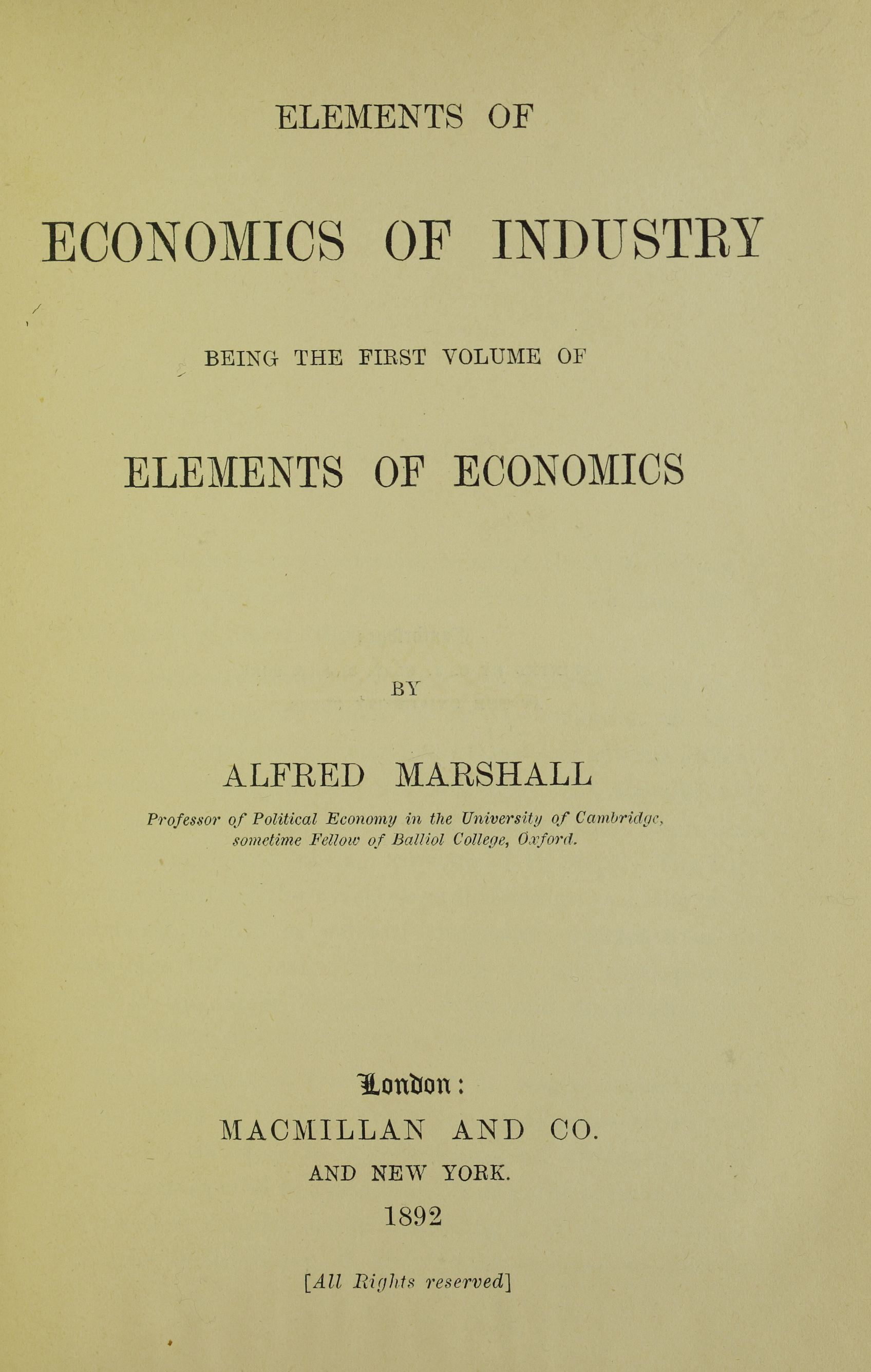
Elements of economics of industry, 1892

## Произведения
- The pure theory of foreign trade and the pure theory of domestic values, L., 1879.
- «Экономика промышленности» (The Economics of Industry,1889, в соавторстве с женой Мэри Пэйли).
- «Принципы экономической науки» (Principles of Economics (Marshall book)[англ.]; 1890).
- «Элементы экономики промышленности» (Elements of the Economics of Industry, 1892).
- «Промышленность и торговля» (Industry and Trade, 1919).
- «Деньги, кредит и торговля» (Money, Credit and Commerce, 1922).

В конце жизни намеревался написать книгу «Прогресс: его экономические условия», но осуществить это не успел.